# Канал Р-9
Р-9 — канал довжиною 175 км, що входить в систему Каховського каналу. Відходить від магістрального каналу біля села Таврійське Якимівського району і протікає по півдню Запорізької області. Вода каналу використовується для зрошення степових полів і для водопостачання Бердянська.

## Історія

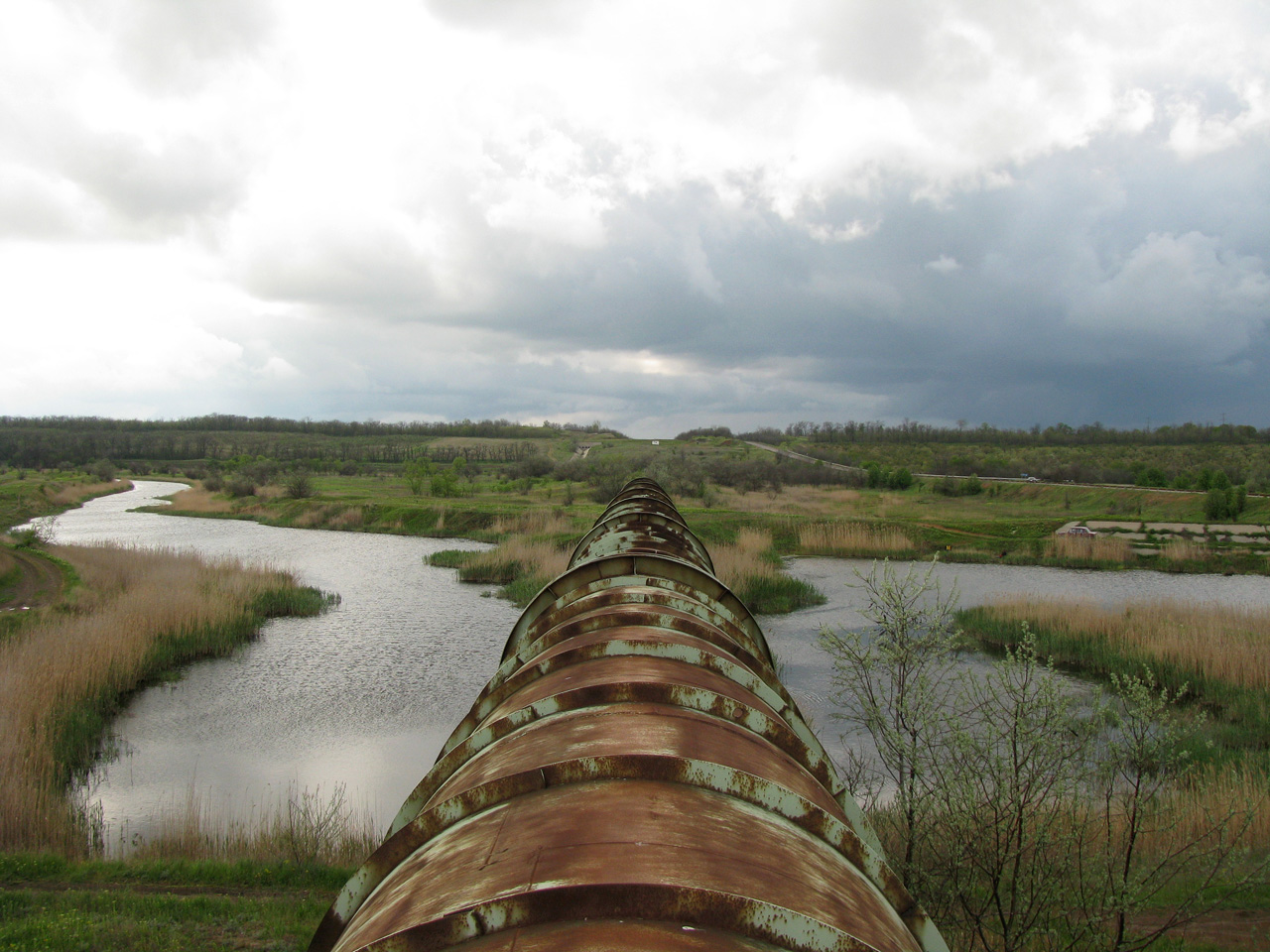

У 2002 році уряд виділив 7,5 млн гривень на завершення будівництва Бердянського водопроводу, що бере початок з каналу Р-9, і 1 вересня 2004 року водопровід був урочисто відкритий.

## Фізичні параметри
В районі села Таврійське ширина каналу становить 35 метрів, глибина 10 метрів, біля Ганнівки ширина 24, глибина 7, а біля селища Нового ширина 20, глибина 5 метрів.